# حين فقدنا الرضا (رواية)
حين فقدنا الرضا (بالإنجليزية: The Winter of Our Discontent) هي رواية كتبها الروائي الأمريكي جون شتاينبك، نُشرت لأول مرة سنة 1961 عن دار فايكينج بريس. تُعد الرواية آخر أعمال شتاينبك الأدبية قبل فوزه بجائزة نوبل في الأدب سنة 1962. تدور الرواية حول قضايا الفساد الأخلاقي، والضغوط الطبقية، والانحدار القيمي في المجتمع الأمريكي الحديث، وقد لاقت استجابات نقدية متباينة عند صدورها.
تُرجمت الرواية إلى اللغة العربية تحت عنوان حين فقدنا الرضا عن دار الآداب، من ترجمة الكاتب والمترجم سامر أبو هواش، وصدر الإصدار العربي في طبعته الأولى سنة 2022، ولاقى اهتمامًا نقديًا في الوسط الثقافي العربي.

## العنوان
عنوان الرواية مُقتبس من العبارة الشهيرة في مسرحية ريتشارد الثالث للكاتب الإنجليزي ويليام شكسبير:
"Now is the winter of our discontent / Made glorious summer by this sun of York"
يحمل العنوان دلالة رمزية قوية على حالة الانهيار الداخلي التي يعيشها البطل، كما يعكس الجو العام من الإحباط والخيبة الأخلاقية التي تسود النص.

## نبذة
تتمحور الرواية حول شخصية إيثان هاولي، الموظف البسيط في متجر بقالة، والذي ينتمي لعائلة كانت في يومٍ ما من أبرز العائلات في البلدة، لكنها فقدت مكانتها. يعيش إيثان صراعًا داخليًا بين قيمه الأخلاقية ورغبته في تحسين وضعه المادي والاجتماعي، فيبدأ بالانجراف تدريجيًا نحو ممارسات غير نزيهة، في محاولة لاستعادة مجد العائلة.
ترسم الرواية صورة نقدية للمجتمع الأمريكي بعد الحرب العالمية الثانية، خاصةً في ظل انهيار المعايير الأخلاقية في سبيل تحقيق الطموح المادي.

## الشخصيات
- إيثان هاولي: بطل الرواية، موظف بسيط يكافح للتماشي مع واقع اجتماعي متغير، ويمثل حالة الإنسان الممزق بين الأخلاق والطموح.[7]
- ماري هاولي: زوجة إيثان، شخصية محبة تدفع زوجها نحو التغيير.[8]
- آلفي هاولي: ابن إيثان، يمثل الجيل الجديد المهووس بالنجاح والمظاهر.[8]
- مارغريت: جارة إيثان وصديقة قديمة، تلعب دورًا في تأجيج صراعاته الداخلية.[8]
- مارولو: صاحب المتجر، مهاجر إيطالي يُعبر عن نظرة مختلفة للحلم الأمريكي.[8]

## الأثر
أثارت الرواية نقاشًا نقديًا واسعًا في الولايات المتحدة؛ فبينما رأى بعض النقاد أنها أقل قيمة من أعمال شتاينبك السابقة مثل عناقيد الغضب، اعتبرها آخرون عملًا عميقًا ومؤثرًا يكشف عن التحولات القيمية في المجتمع الأمريكي.
تُدرّس الرواية حاليًا في بعض البرامج الأكاديمية الخاصة بالأدب الأمريكي، وقد تُرجمت إلى العديد من اللغات الأوروبية والآسيوية.
كما اقتُبس منها لاحقًا مشاهد في أعمال مسرحية وإذاعية، وإن لم تُحوّل بالكامل إلى فيلم سينمائي.

## الجوائز
لم تحصل الرواية على جوائز منفصلة، إلا أن الأثر الذي تركته في الأدب الأمريكي ساهم في تعزيز مكانة شتاينبك، الذي نال جائزة نوبل في الأدب عام 1962. وقد أشار بعض أعضاء لجنة نوبل إلى كون أعماله الأخيرة، بما فيها هذه الرواية، تثبت قدرته على تناول القضايا الأخلاقية الكبرى بأسلوب أدبي راقٍ.

## اقتباسات
- "الرضا لا يُشترى، بل يُزرع في القلب."[13]
- "ما نفع أن نحصل على المال، إذا كنا سنخسر أنفسنا في الطريق؟"[8]
- "ليس الفقر ما يكسر الإنسان، بل الشعور بأنه لا يستحق أن يحلم."[8]